# Chromatin-Remodellierung
Chromatin-Remodellierung (engl. chromatin remodeling) bezeichnet die dynamische Anpassung der Struktur des Erbguts bei Lebewesen mit Zellkern. Durch die Remodellierung wird beispielsweise die Zugänglichkeit der genomischen DNA variiert, wodurch die Genexpression kontrolliert werden kann. Ein solches Remodelling wird durch kovalente Histonmodifikationen mithilfe spezifischer Enzyme (z. B. Histonacetyltransferasen [HATs], Deacetylasen, Methyltransferasen und Kinasen) und durch ATP-abhängige Chromatin-Remodelling-Komplexe, die Nukleosomen entweder verschieben, ausstoßen oder restrukturieren können, gewährleistet.
Da die Chromatin-Remodellierung die Eigenschaften des Erbguts variiert ohne die Abfolge der Nukleotide zu ändern, gehört sie zu den Themenfeldern der Epigenetik. Zusätzlich zu Proteinen wirken auch epigenetische Markierungen an der DNA (hauptsächlich DNA-Methylierungen) auf die Chromatin-Remodellierung ein. Neben der aktiven Regulation bei der Genexpression verleiht die dynamische Remodellierung dem Chromatin epigenetische Rollen bei verschiedenen biologischen Schlüsselprozessen, wie DNA-Replikation und DNA-Reparatur in Eizellen, Apoptose, Chromosomensegregation, Entwicklung und Pluripotenz. 
Es ist anzumerken, dass Abweichungen bei der Chromatin-Remodellierung mit menschlichen Krankheiten assoziiert sind. Die Chromatin-Remodellierung ist ein wichtiger Ansatz bei der Entwicklung therapeutischer Strategien zur Behandlung verschiedener Krebsarten.